# Ad Grimmon
Adriaan (Ad) Alphonsus Maria Grimmon (Amsterdam, 28 september 1883 – aldaar, 1 juni 1953) was een Nederlands meubelmaker, interieurarchitect en kleurenspecialist. 

## Loopbaan
Grimmon ontwikkelde zich vanuit de ambachtelijke traditie van de Amsterdamse School naar het industriële modernisme. Hij werkte bij de architectenbureaus van Eduard Cuypers en Gerrit van Arkel. 
Hij maakte meubilair, onder meer in opdracht van 't Woonhuys. In de jaren 1914-1928 washij 'architect-intérieur' bij de Dienst Publieke Werken van de gemeente Amsterdam. In die functie ontwierp hij tentoonstellingen in het Stedelijk Museum, het Paleis voor Volksvlijt en het Koloniaal Instituut. Hij richtte tal van publieke gebouwen in, waaronder het Wilhelmina Gasthuis, het stationsgebouw van Schiphol, de 'Trouwkamer Eerste Klasse' van het Stadhuis van Amsterdam en veel schoolgebouwen. In samenspraak met Maria Montessori ontwierp hij de ideale Montessorischool. Ook werkte hij mee aan de inrichting van Israëlitische ziekenhuizen in de stad. 
Grimmon was goed op de hoogte van internationale ontwikkelingen en een liefhebber van Bauhaus. In samenspraak met de Russische chemicus en Nobelprijswinnaar Wilhelm Ostwald maakte hij een systeem voor de normalisatie van kleuren, waartoe hij samenwerkte met De Porceleyne Fles, N.V. Rath & Doodeheefver’s Behangselpapierhandel en Glasfabriek Leerdam. Hij was lid van de Commissie 40 voor Normalisatie van Kleuren, een commissie van het Instituut voor Normalisatie van Nederland. 
In 1928 beëindigde hij de samenwerking met de gemeente Amsterdam en werkte verder vanuit zijn eigen bureau. Hij richtte de burgemeesterskamer van Enschede in op uitnodiging van architect Friedhoff, ontwierp Villa Weil (woonhuis voor de directeur van de Koninklijke Lederfabrieken Oisterwijk in Tilburg) en het kantoor voor Polak Frutal Works in Amersfoort. Hij verbouwde particuliere woningen, richtte winkels in voor Metz & Co, Hirsch & Cie en De Bijenkorf. Voor De Bijenkorf maakte hij ook modelwoningen in de nieuwe wijk Amsterdam-Zuid. Hij paste materialen zoals glas en staal toe in zijn meubilair voor Pastoe. Ook was hij, na 1945, verantwoordelijk voor het interieurontwerp van het Nieuwe De la Mar Theater.
In 2017 noemde de gemeente Amsterdam op voordracht van architectuurhistoricus en nazaat Cilly Jansen brug 1915 naar hem: de Ad Grimmonbrug.

## Publicaties
- F. van Burkom, 'Kunst in huis. Oorlog en vrede in de De Lairessestraat', in: B. Laan (red.), Wonen in een monumentaal huis (Amsterdam 2012), pp. 204-235.
- C. Jansen, 'De herontdekking van Ad Grimmon (1883-1953), interieurarchitect en kleurmeester, Amstelodamum #2, juni 2014, pp. 51-77.
- C. Jansen, Ad Grimmon (2014).
- F. Oehlen, #020TODAY Herontdekking Ad Grimmon. Onderzoek naar ontwerper door achternicht, Amsterdam Museum (5 juni 2014)

- International Standard Name Identifier: 0000 0004 5841 1179
- Nederlandse Thesaurus van Auteursnamen: 395957109
- RKD-Nederlands Instituut voor Kunstgeschiedenis: 33881
- Union List of Artist Names: 500634145
- Virtual International Authority File: 850144647668760756158
- WorldCat: E39PBJwxM64FhwWQX8kKY46dwC